# 超級星光大道
超級星光大道は、台湾の中国電視公司で放送されたオーディション形式の音楽番組である。

## 番組出身者など
- 林宥嘉 - 第1季優勝
- 楊宗緯 - 第1季第6位
- 黎礎寧（中国語版） - 第3シリーズ総合第3位。シリーズ終了後に自殺[1]。
- 林育群（リン・ユーチュン） - 第6シリーズゲスト。番組中ホイットニー・ヒューストンの「I Will Always Love You」を歌い話題となり[2]、第2のスーザン・ボイルと呼ばれた[3]。